# 永宁州 (普定路)
永宁州，元朝时设置的州。
元朝初年，以打罕地置，治所在今贵州省关岭布依族苗族自治县西南永宁镇北。不辖县，属普定府（后改普定路）。至正年间废永宁州。明朝洪武十六年（1383年）复置永宁州，属普定府。辖境相当今关岭布依族苗族自治县地。洪武二十五年（1392年）属普定卫，后侨治卫城（今安顺市）。嘉靖十一年（1532年）迁治关索岭千户所（今关岭布依族苗族自治县）。万历四年（1576年）移驻安南卫城（今晴隆县），万历十一年（1583年）属安顺府，天启时又移治查城（今关岭布依族苗族自治县西南永宁镇）。
1913年改为永宁县，次年改名关岭县。